# Zbigniew Cyganik
Zbigniew Cyganik (ur. 20 listopada 1932 w Krakowie, zm. 12 listopada 2022 w Zielonej Górze) – polski działacz partyjny i państwowy, wojewoda zielonogórski (1980–1982).

## Życiorys
W 1975 został sekretarzem Komitetu Wojewódzkiego PZPR w Zielonej Górze, odwołany z funkcji 4 stycznia 1980 roku. Wojewodą zielonogórskim został w marcu 1980 roku, zastępując wybranego wówczas do Sejmu Jana Lembasa. Był radnym Wojewódzkiej Rady Narodowej w Zielonej Górze. W toku konfliktu lokalnego PZPR z Solidarnością w Lubogórze w październiku 1981 postulowano usunięcie go z funkcji wojewody i radnego WRN. W maju 1982 na stanowisku wojewody zastąpił go płk Walerian Mikołajczak.
16 listopada 2022 pochowany na cmentarzu komunalnym przy ul. Wrocławskiej w Zielonej Górze.